# Shishi odoshi

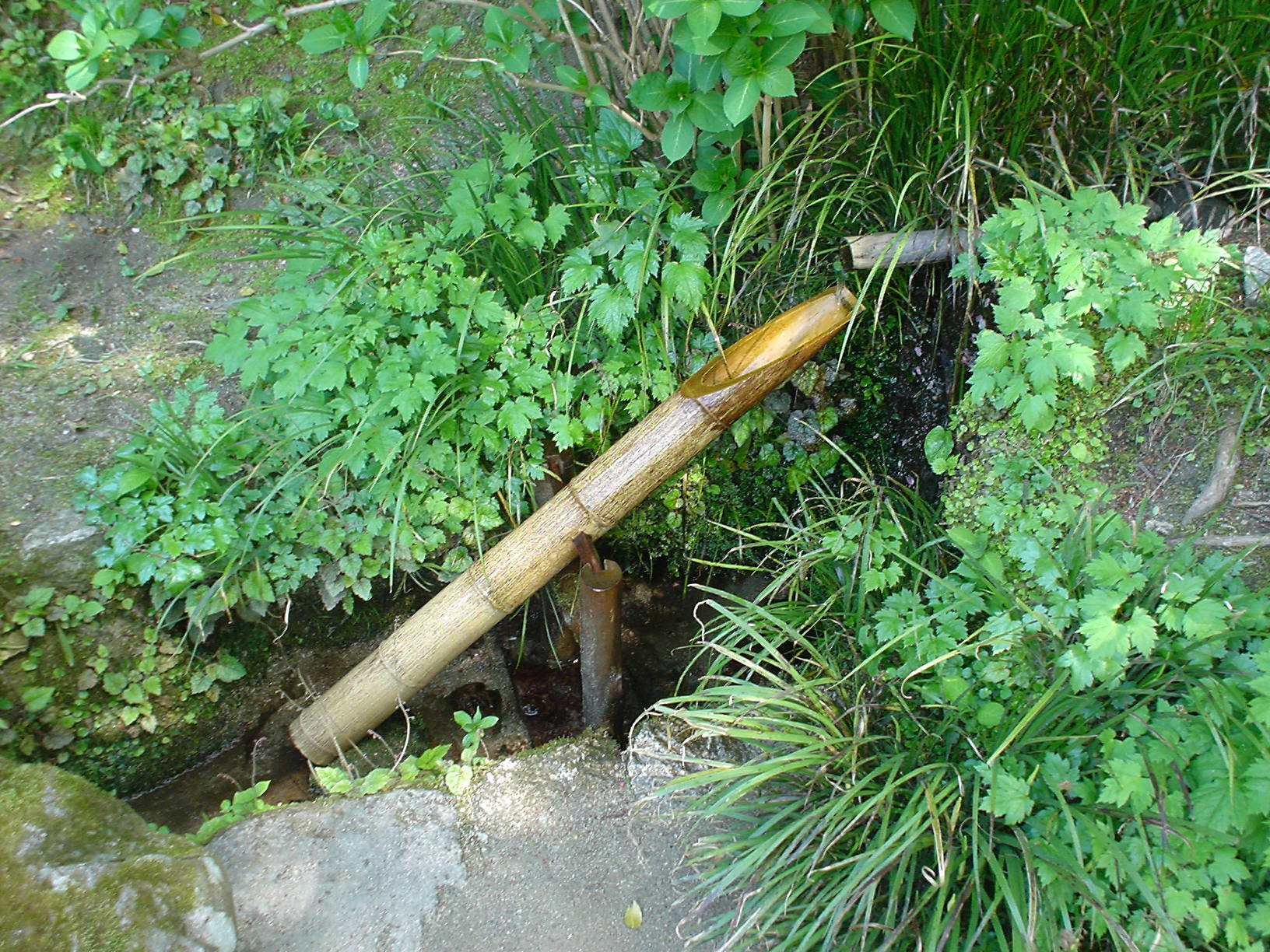
Szu, una classe de Shishi Odoshi, a Shisend, un lloc històric de Kyoto

Shishi odoshi (ししおどし, "espanta cérvols") és una font d'aigua utilitzada als jardins japonesos com un recurs per espantar ocells i bèsties que fan malbé les plantes. Normalment fet de bambú, conté un o més canons amb un braç que pivota.